# Bernhard Siegfried Albinus

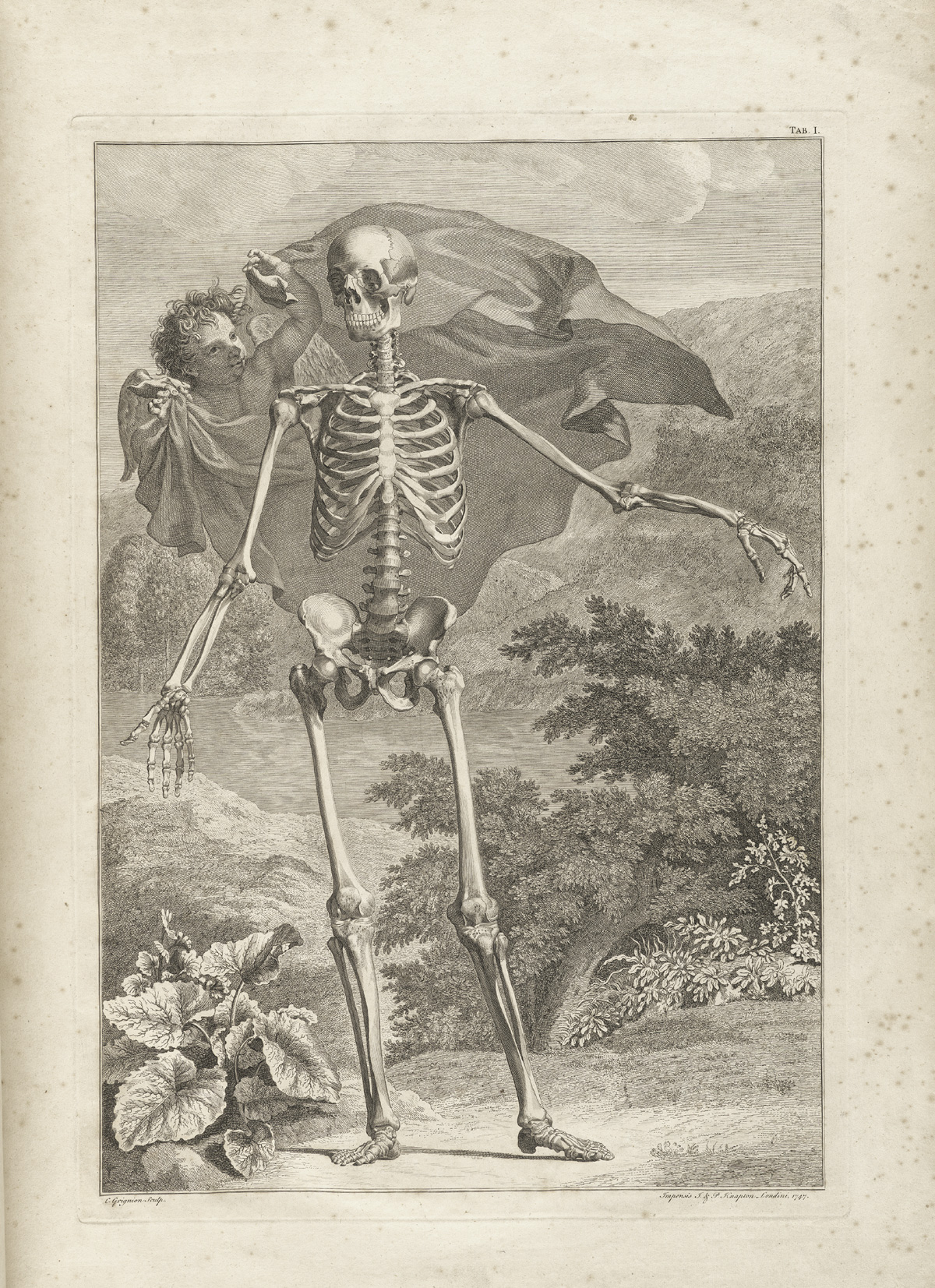
From Albinus' Tabulae sceleti et musculorum corporis humani (London, 1749).

Bernhard Siegfried Albinus (24 de febrero de 1697, Fráncfort del Óder, Brandeburgo-9 de septiembre de 1770, Leiden, Países Bajos) fue un anatomista neerlandés de origen alemán. Fue profesor de la Universidad de Leiden, siendo más conocido por los excelsos grabados de su libro Tablas del esqueleto y músculos del cuerpo humano de 1747.
Fue el primero en demostrar la relación entre el sistema vascular de la madre y el del feto. Junto a Hermann Boerhaave, editó las obras de Andreas Vesalius y William Harvey.